# Crónicas de Belgarath
Las Crónicas de Belgarath es una serie de cinco libros escritos por David Eddings que narran las aventuras de Garion, Belgarath, Polgara y otros personajes en su búsqueda del Orbe de Aldur.
Este orbe es una piedra del tamaño de un corazón hecha por el dios Aldur, que posteriormente robó Torak, un dios loco que intentó quebrar el mundo. El Orbe se lo impidió quemándole la mitad de la cara y una mano.

## Libros de la serie
Los cinco libros se titulan:
1 La Senda de la Profecía
2 La Reina de la Hechicería
3 La Luz del Orbe
4 El Castillo de la Magia
5 La Ciudad de las Tinieblas

### La Senda de la Profecía
El libro comienza con un prólogo, relatando la leyenda de la creación del mundo por los siete dioses. Aldur, uno de los siete, modela un orbe de piedra y crea dentro de él un "alma viviente". Torak, otro de los siete dioses, intenta apoderarse del orbe de Aldur y dominar la inteligencia del Orbe; pero el Orbe se resiste y mutila el lado izquierdo del cuerpo de Torak. El orbe de Aldur es recuperado más tarde por Belgarath el Hechicero, el rey Cherek y los hijos de Cherek. Se encuentra que Riva, el hijo menor de Cherek, puede sostener al Orbe sin resultar dañado; tras recuperarlo acuerdan que él y sus descendientes protegerán al orbe de Torak.
La historia como tal comienza con las experiencias del protagonista, Garion. Su infancia en una granja grande y próspera: sus primeros recuerdos en la cocina de su tía Pol; su amigo Durnik el herrero; juegos tempranos y amigos; y el romance entre Garion y la chica local Zubrette. También presenta a Belgarath, como un narrador ambulante apodado 'Señor Lobo'.
Cuando Belgarath, alias "Lobo", anuncia el robo de un objeto misterioso (en realidad el Orbe), él, Garion y la tía Pol abandonan la granja de Faldor para perseguir al ladrón, permitiendo a Durnik a regañadientes que los acompañe. Más tarde se les une Seda/Kheldar, un príncipe drasniano, espía y ladrón; y por Barak, un noble de Cherek. A partir de entonces, el grupo sigue un camino a través de varias regiones en busca del Orbe, y de su ladrón.

### La Reina de la Hechicería
La historia comienza en el Reino de Arendia, donde Garion se enfrenta en un duelo y luego se hace amigo de un maestro arquero llamado Lelldorin. El grupo viaja a la mansión del tío de Lelldorin, donde Garion se entera de un complot para matar al rey Mimbrate Korodullin y comenzar una guerra civil entre los dos grandes ducados. La trama está planeada por un espía de Cthol Murgos llamado Nachak. Los amigos de Garion se unen a partir de entonces por el caballero de Korodullin, Mandorallen. El grupo continúa hasta Vo Mimbre, la capital de Arendia, donde Garion revela el plan para matar al rey.
Posteriormente, el grupo prosigue el viaje a Tolnedra para hablar con el emperador Ran Borune XXIII en la ciudad de Tol Honeth (capital imperial), y casi es capturado por un grupo de mercenarios para la reina de la vecina Nyissa. En Tol Honeth, Belgarath y Polgara instan al Emperador a que libere a Tolnedra de los invasores 'Murgos'; pero Ran Borune XXIII se niega. Al salir de la capital, el grupo adquiere una princesa, Ce'Nedra, disfrazada de manera ineficaz (la hija del emperador Ran Borune). El viaje acaba en Nyissa, donde Polgara se enfrenta a la reina Salmissra.

### La Luz del Orbe
En el tercer libro de la serie, después de enterarse de que el Hechicero Ctuchik, discípulo del dios Torak, le robó el Orbe a su antiguo ladrón, Zedar (también discípulo de Torak), Garion y sus amigos hacen una parada en la persecución para visitar el Valle de Aldur, donde mora el maestro de Belgarath y Polgara el afable dios Aldur. En una cueva sagrada, Garion devuelve a la vida un potro muerto. Esto es importante porque Polgara y Belgarath sostuvieron que antes de esto, era imposible usar la Voluntad y la Palabra para restaurar la vida a los muertos. En el Valle de Aldur, Garion practica la Voluntad y la Palabra, y mejora sus habilidades. De allí, el grupo ingresa a Ulgoland y allí recluta al fanático local Relg como guía para Cthol Murgos (donde se encuentra el Orbe). Ce'Nedra se queda como invitado de Gorim, la autoridad suprema de los Ulgos, cuando UL les advierte que no la lleven a Cthol Murgos. Una vez formado el grupo, y con Ce' Nedra a salvo se dirigen a Cthol Murgos para recuperar el Orbe. Belgarath lucha contra Ctuchik hasta que Ctuchik intenta " hacer desaparecer" el Orbe y, por lo tanto, se autodestruye a sí mismo. El grupo escapa, tomando al ahora inconsciente Belgarath, un niño más tarde llamado Misión, que lleva el Orbe sin sufrir daño alguno, y un esclavo escapado llamado Taiba, descendiente de los extintos marags.

### El Castillo de la Magia
El papel de líder es asumido por Garion cuando Belgarath y Polgara se incapacitan: el primero por su batalla con Ctuchik y la segunda por proteger a Misión. Garion ataca a los Jerarcas de Rak Cthol en represalia por un ataque a Durnik. Con Misión continuamente tratando de entregar el Orbe de Aldur a cualquiera que tenga cerca (su donación es la fuente de su nombre), regresan a Ulgo para reencontrarse con Ce'Nedra y finalmente llegan a la Isla de los Vientos, el objetivo de su viaje.
Allí, Garion es convencido por Belgarath, Polgara para aceptar el Orbe de Aldur de Misión en el Salón del Rey Riva, donde la antigua Espada descansa sobre el Trono de Riva. En manos de Garion, el Orbe lo identifica como el heredero perdido del trono. Durante la investidura, Garion, ayudado por la Voz de la Profecía, ve a cada miembro de la misión como un Instrumento de la Profecía.
Poco después del compromiso, Garion aprende de la profecía Mrin que el Rey Rivano debe matar al dios Torak o morir en el intento. Garion, Belgarath y Silk se dispusieron a desafiar a Torak, dejando solo una nota a Polgara y Ce'Nedra con instrucciones de no perseguirlos; con lo cual Polgara entra en cólera. Al conocer el motivo de la partida de Belgarion, Ce'Nedra reúne a un ejército internacional para distraer a los Angarak de la búsqueda de Garion para que pueda alcanzar Cthol Mishrak de forma segura y enfrentarse a Torak.

### La Ciudad de las Tinieblas
El libro final de la saga comienza con Belgarion, Silk y Belgarath huyendo a escondidas a través de Gar og Nadrak, desde donde cruzan a Mallorea. Allí se produce el combate definitivo entre Garion y Torak, tras una batalla feroz Garion mata al malvado dios Torak. Los otros dioses confiscan el cuerpo de Torak. 
Al regresar la compañía a Riva, Garion y Ce'Nedra planean su boda, mientras que Polgara y Durnik se casan en una capilla privada en la Ciudadela. Posteriormente Ce'Nedra y Garion también se casan, pero en una ceremonia con más boato, bailan con todos y se retiran a sus aposentos. La historia termina con un Belgarath medio borracho conversando con el Orbe, mientras que Garion y Ce'Nedra consuman su matrimonio.